# Zvezdopad
Zvezdopad (Звездопад) è un film del 1981 diretto da Igor' Talankin.

## Trama
Il film racconta di un uomo e una donna che si sono incontrati in una città in prima linea e se ne sono innamorati. Volevano sposarsi, ma la guerra e la madre del personaggio principale hanno interferito con loro.